# Монсюр (Маєнн)
Монсюр (фр. Montsûrs) — муніципалітет у Франції, у регіоні Пеї-де-ла-Луар, департамент Маєнн. Монсюр утворено 1 січня 2019 року шляхом злиття муніципалітетів Де-Евай, Монтуртьє, Монсюр-Сен-Сенере i Сент-Уен-де-Валлон. Адміністративним центром муніципалітету є Монсюр. Населення — 3193 особи (01.01.2021).